# Gerónimo Baqueiro Foster
Gerónimo Baqueiro Foster (* 7. Januar 1898 in Hopelchén; † 29. Mai 1967 in Mexiko-Stadt) war ein mexikanischer Musikwissenschaftler, Komponist, Flötist und Oboist.

## Leben
Baqueiro Foster hatte in Mérida Unterricht bei dem Flötisten Luis Ontiveros. Ab 1916 wirkte er hier als Flötist und Oboist. 1921 ging er nach Mexiko-Stadt, wo er Flötist am Teatro Arbeu wurde und in verschiedenen Militärkapellen spielte. Ab 1922 studierte er am Nationalkonservatorium bei Julián Carrillo. Er wurde Mitglied der avantgardistischen Gruppe Sonido 13. Seit 1929 unterrichtete er selbst am Konservatorium und betrieb Folklorestudien in ganz Mexiko. Er wirkte als Musikkritiker für die Zeitung El Nacional und komponierte Klavierwerke und Lieder. Seine Schrift Método de Solfeo erschien in mehreren Auflagen.